# Mathieu Kirsch
Mathieu Kirsch (Schieren, 7 februari 1797 – Etterbeek, 23 januari 1872) was een Luxemburgs kunstschilder.

## Leven en werk
Mathieu of Mathias Kirsch was een zoon van timmerman Michael Kirsch en Margaretha Schmidt. Hij vertrok al jong naar Parijs voor zijn artistieke opleiding. In 1830 ging hij naar België om als vrijwillig soldaat te vechten in de Belgische Revolutie. Hij woonde in België onder meer in Charleroi, Antwerpen en Elsene. In 1836 verkreeg hij er een octrooi voor een apparaat voor het malen van fijne verfstoffen.
Kirsch werkte als genre- en portretschilder, hij schilderde vooral interieurs. In de jaren 1840 kreeg hij les van de Franse schilder Paul Jourdy. Vanaf 1842 kreeg hij voor zijn studie in Parijs nog driemaal een stipendium van 600 gulden vanuit Luxemburg. Kirsch maakte studiereizen naar New Orleans en Mexico.
Mathieu Kirsch overleed kort voor zijn 75e verjaardag. In Bonnevoie werd de Rue Mathias Kirsch naar hem vernoemd.

## Enkele werken
- ca. 1830 Interieur d'une chaumiere pres d'Ettelbruck, collectie Musée national d'archéologie, d'histoire et d'art (MNAHA)
- ca. 1830 Intérieurs de chaumières près d'Ettelbruck, collectie MNAHA
- 1840 Mansarde d'ouvrière, collectie Musée Pescatore
- 1842 Intérieur d'une cuisine de couvent,[10] collectie Musée Pescatore

### Galerij

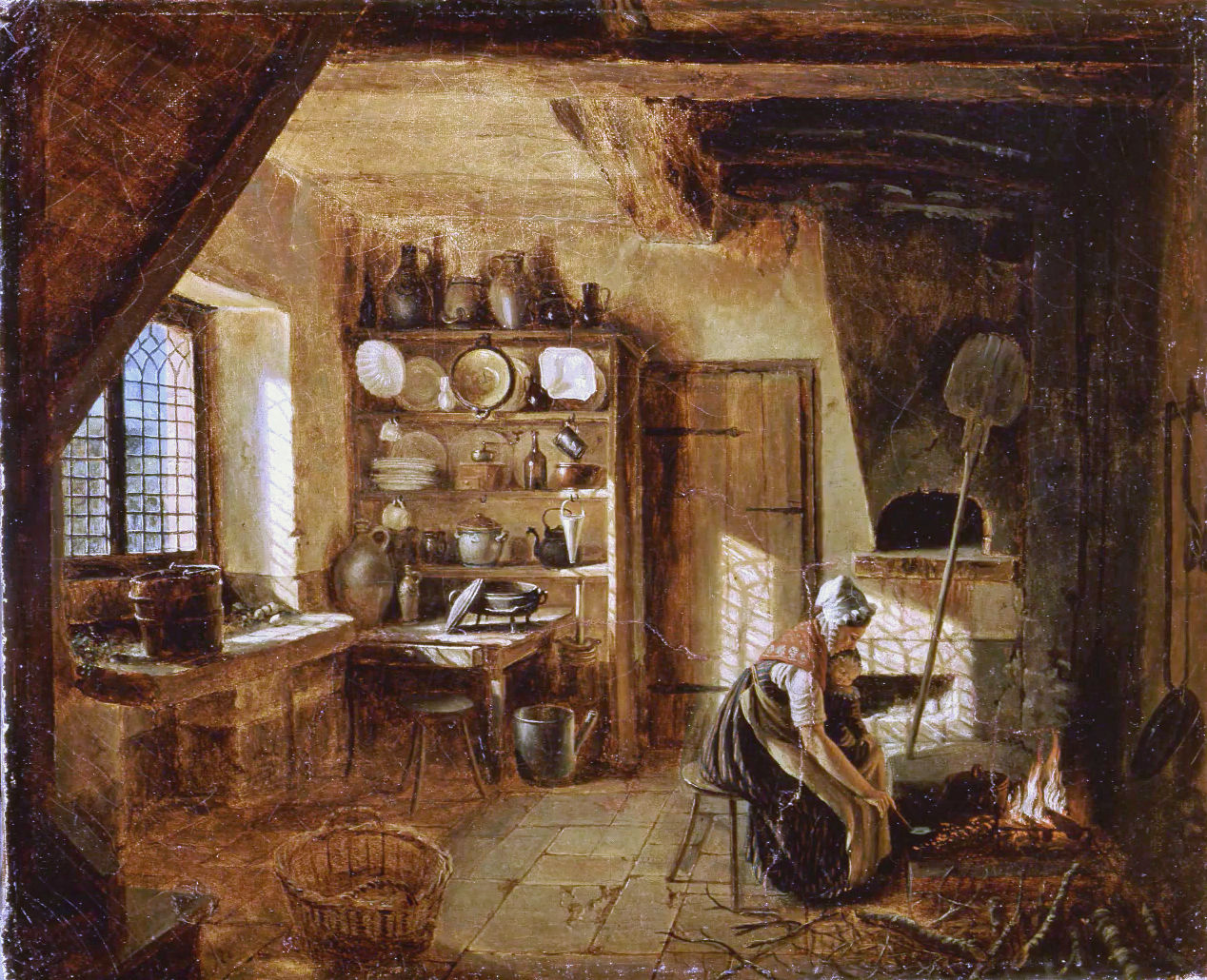
Interieur van een keuken
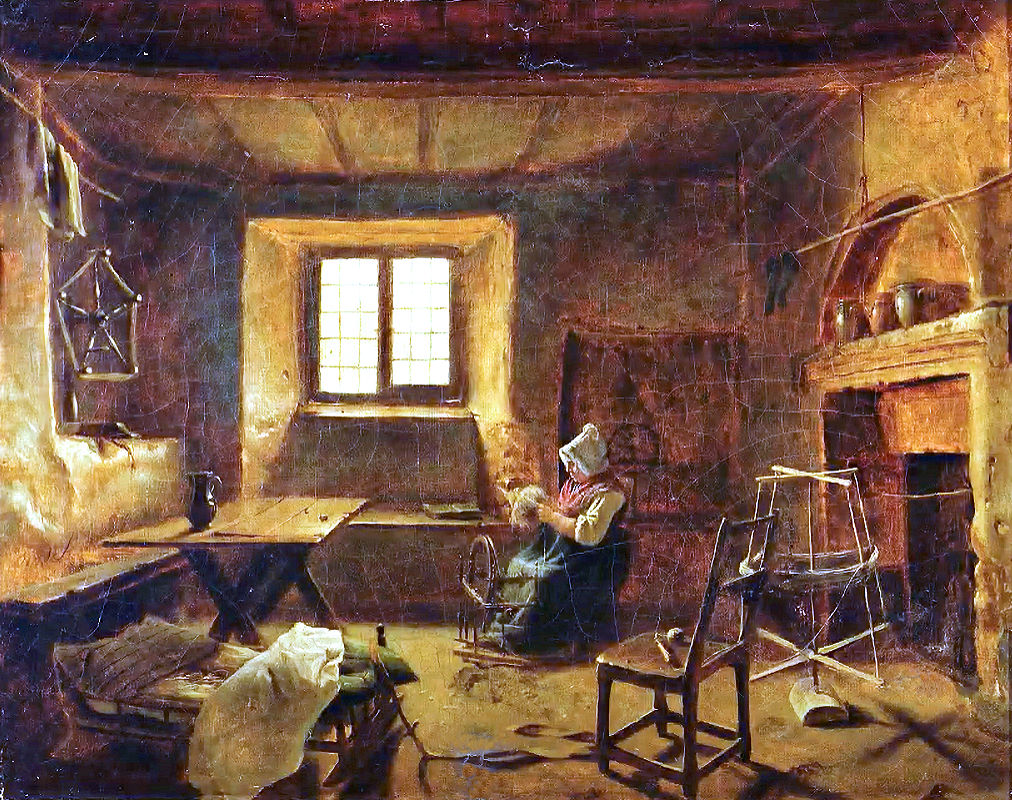
Interieur met een vrouw aan het spinnewiel

- Musée national d'archéologie, d'histoire et d'art: lkl005211